# Allapur
Allapur è una suddivisione dell'India, classificata come nagar panchayat, di 20.725 abitanti, situata nel distretto di Budaun, nello stato federato dell'Uttar Pradesh. In base al numero di abitanti la città rientra nella classe III (da 20.000 a 49.999 persone).

## Geografia fisica
La città è situata a 27° 54' 57 N e 79° 14' 18 E.

## Società

### Evoluzione demografica
Al censimento del 2001 la popolazione di Allapur assommava a 20.725 persone, delle quali 11.028 maschi e 9.697 femmine. I bambini di età inferiore o uguale ai sei anni assommavano a 4.292, dei quali 2.300 maschi e 1.992 femmine. Infine, coloro che erano in grado di saper almeno leggere e scrivere erano 7.246, dei quali 4.839 maschi e 2.407 femmine.